# 莱胡阿岛

莱胡阿岛（左邊的紅點）在尼豪島與考艾島附近的位置

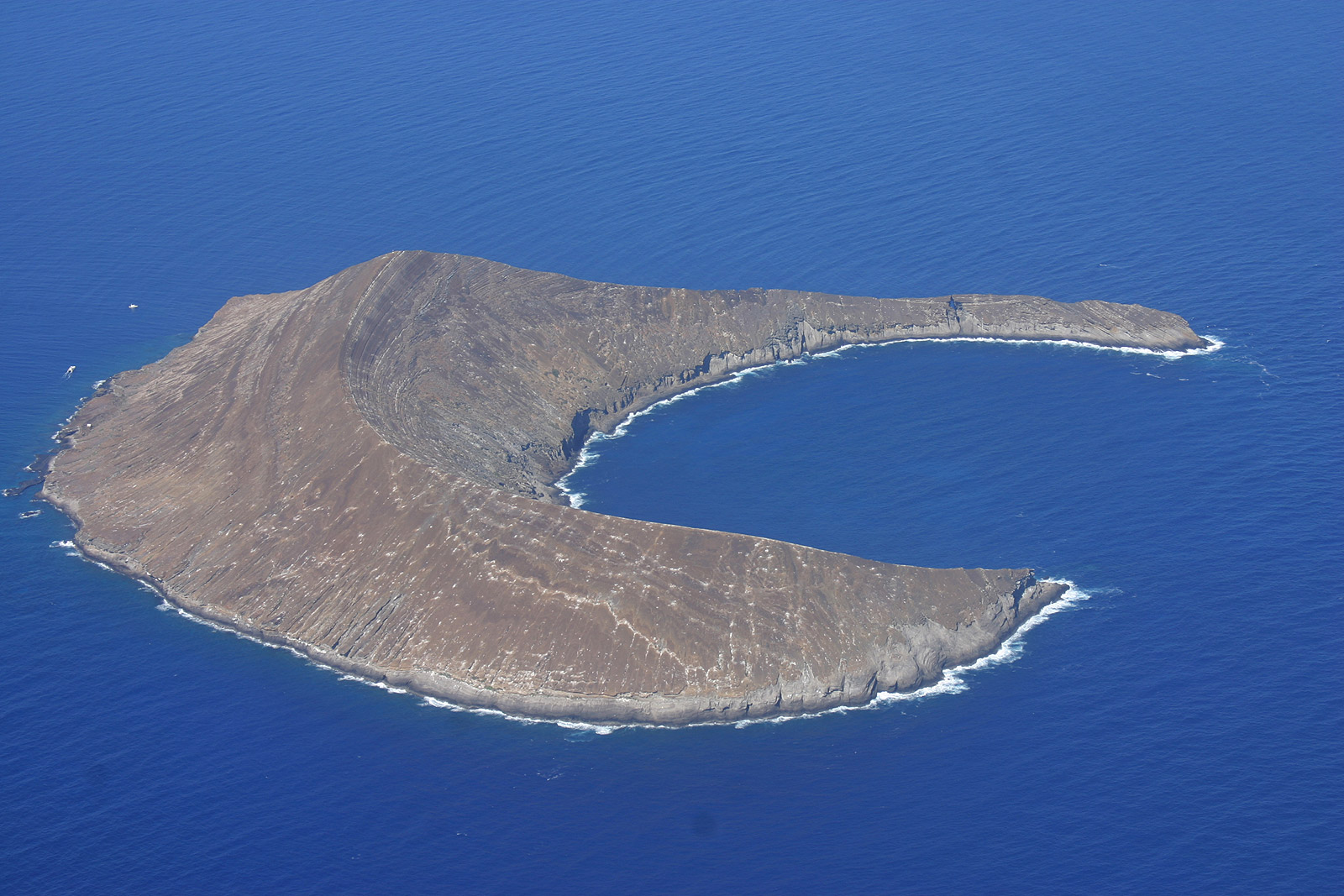
莱胡阿岛的航拍照片，攝於2007年

莱胡阿岛是夏威夷的新月形小島，離尼豪島北岸只有0.7英里（1.1），位於考艾島正西邊約18英里（29）。這個無人島面積共284-英畝（1.15-平方）。莱胡阿岛是夏威夷州指示的海鳥保護區，由夏威夷土地及自然資源部（Hawaii Department of Land and Natural Resources）和美國海岸防衛隊管理。